# Chlorospatha ilensis
Chlorospatha ilensis är en kallaväxtart som beskrevs av Michael T. Madison. Chlorospatha ilensis ingår i släktet Chlorospatha och familjen kallaväxter. IUCN kategoriserar arten globalt som sårbar.
Artens utbredningsområde är Ecuador. Inga underarter finns listade.